# 丛林小檗
丛林小檗（学名：Berberis dumicola）是小檗科小檗属的植物，是中国的特有植物。分布在中国大陆的云南等地，生长于海拔2,000米至3,000米的地区，常生长在林缘、山坡灌丛中、路边以及向阳山坡石坡，目前尚未由人工引种栽培。